# 潘文教
潘文教（1904年—1965年），越南政治人物，藥劑師，曾任越南國副首相和中越首憲。

## 早年經歷
潘文教1904年出生於慶和省寧和府美協村（今慶和省寧和市社）一個阮朝官宦之家中。

## 成立越兵團

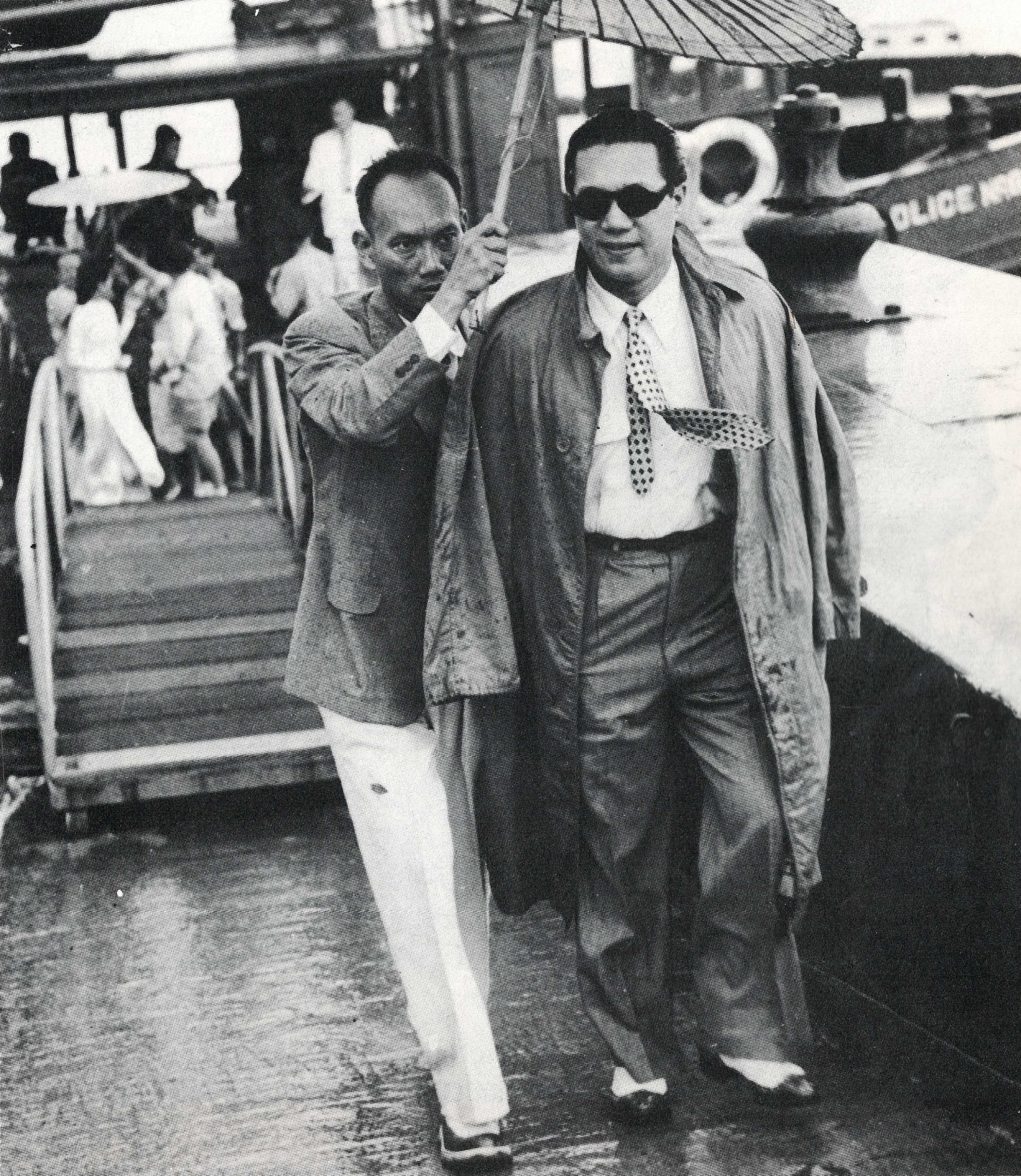
1947年，保大在香港的碼頭迎接南芳皇后，潘文教爲保大撐傘。

1948年，潘文教在香港向保大介紹了建立一支本土軍事力量的想法，以組建一支獨立於法國人的軍隊。保大讚揚了這一想法，宣佈任命他爲中將（Général de division），任務是在未來建立一支新的軍隊。因此，在潘文教回國后，在午門前的閱兵儀式上，臨時政府總理阮文春代表國長將三顆銀星佩戴在潘文教的肩上。新的職位允許他協調越南中部所有的軍事行動。

## 晚年
保大被廢黜後，潘文教前往巴黎定居，從此不再關心政治。1965年在法國去世。